# Quercus pyrenaica
La quercia dei Pirenei (Quercus pyrenaica Willd.), detta in spagnolo melojo, è un albero della famiglia delle Fagacee.
La denominazione specifica pyrenaica, che si deve al botanico tedesco Carl Ludwig von Willdenow (1765-1812), è in realtà molto poco appropriata, in quanto la sua presenza sui Pirenei è scarsa e il suo areale si estende a tutta la penisola iberica, alla Francia e al Marocco settentrionale. von Willdenow basò la sua descrizione di questa specie su campioni di un erbario che gli giunsero con un'etichetta che attribuiva erroneamente proprio questa provenienza, e tale denominazione resta tuttora valida in base alle regole di nomenclatura botanica.

## Descrizione
La sua morfologia è ampiamente colonnare, non arriva a raggiungere i 25 metri e il suo sviluppo è lento, sopporta bene la siccità, come pure le gelate ed è poco longeva. Nei suoli poveri si trova frequentemente sotto forma di alberello.
Come tutte le specie del genere Quercus si ibrida facilmente con altre specie congeneri, il leccio e la sughera, dando individui con caratteri intermedi.
Il suo tronco, diritto o tortuoso, solitamente ha una forma molto irregolare, ramificandosi dalla base, sebbene dopo perda i rami più bassi. La corteccia è liscia e di colore verde grigiastro fino ai due o tre anni, poi cambia in un grigio più scuro e a partire dai 25 anni diventando grossa, incomincia a screpolarsi longitudinalmente prendendo una colorazione bruna-grigiastra.
L'apparato radicale è formato da una potente radice principale dalla quale crescono numerose radici laterali prossime alla superficie del suolo. Questi stoloni producono lievi germogli con sviluppo diseguale. Se il tronco principale viene abbattuto, questi germogli si sviluppano abbondantemente coprendo ampie superfici.
Di chioma lobulata o semisferica, tortuosa e chiara, ha foglie con un corto picciolo (fino a 25 mm) e un lembo pennatifido o pennatipartito attraversato da 4-8 paia di lobi laterali profondi, stretti e irregolari, che arrivano molto vicino alla nervatura media. Misurano da 7 a 16 cm di lunghezza, e al nascere hanno un attraente colore cremisi; sono coperte da ambo i lati di abbondanti peli stellati che nella faccia superiore tendono a perdersi, dandole un color cenerognolo al rovescio e più verde sul lato superiore (talvolta si confonde il melojo con la roverella dovuto al fatto che le foglie di quest'ultima possono essere un po' pelose nella faccia superiore quando sono adulte, ma sono meno profondamente lobate di quelle della Quercus pyrenaica); sono marcescenti, per cui restano all'albero una volta morte fino all'apparizione delle nuove in primavera, dando un aspetto caratteristico ai boschi di melojo invernali.
I fiori maschili e femminili nascono nello stesso albero, in aprile, maggio o ai primi di giugno; i fiori maschili sono giallognoli e minuti, con numero variabile di stami e raggruppati in amenti penduli, e i fiori femminili solitari o in gruppi di tre o quattro nelle ascelle dei rametti dell'ultimo anno.
I suoi frutti sono ghiande grosse, con pedunculo corto e tozzo, di circa 3–4 cm di lunghezza, ricoperte per 1/3-1/2 da una cupola emisferica, a forma di ditale, villosa, con numerose squame cadenti. Nascono sole o raggruppate a due o tre e maturano in ottobre o novembre. La polpa è di sapore amaro.
Non bisogna confondere il frutto con delle escrescenze (protuberanze sferiche) denominate cecidi o galle molto frequenti in esemplari adulti. Questi "tumori" sono malformazioni dovute alla proliferazione delle cellule vegetali della pianta stessa, prodotti come autodifesa dall'albero verso le larve depositate da diverse specie di imenotteri su foglie, rametti e gemme di queste querce. La galla sviluppa dei tessuti vegetali a strati, che danno alimento e protezione alle larve.

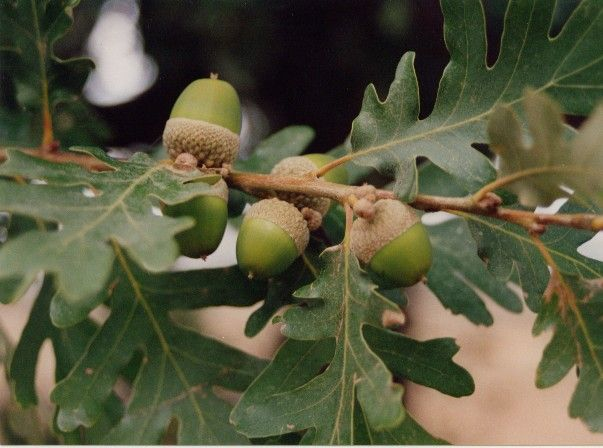
Ghianda
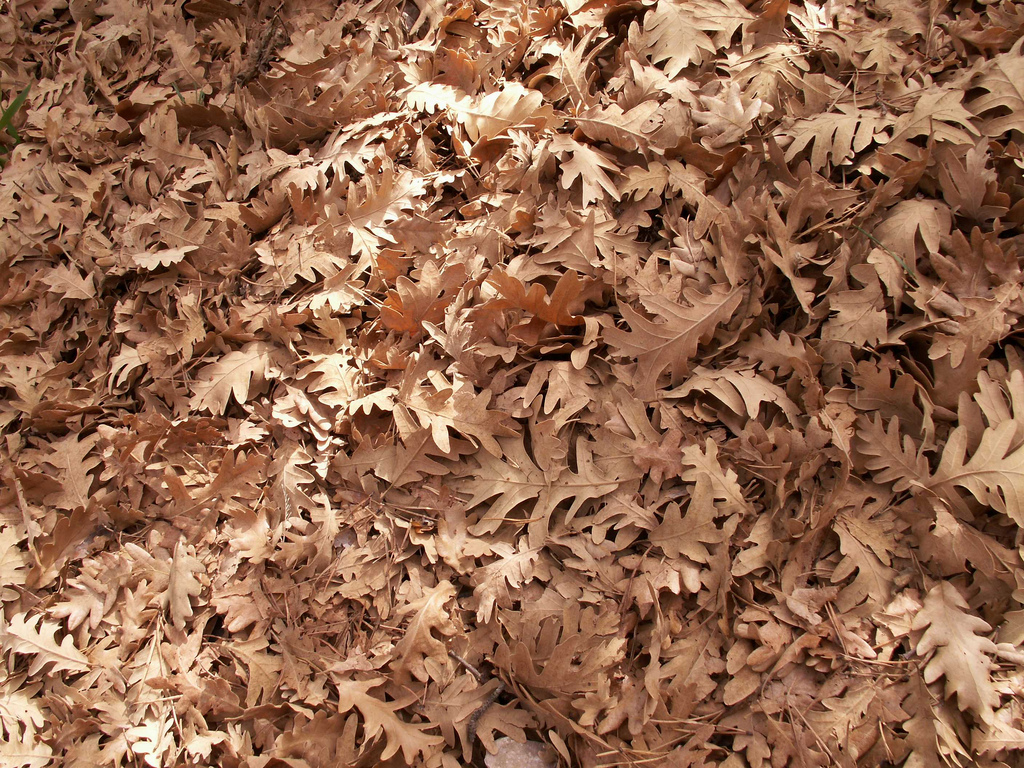
Foglie secche
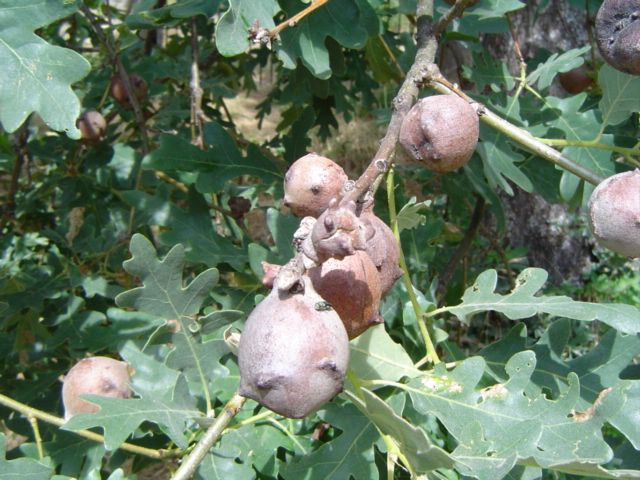
Galle o cecidi
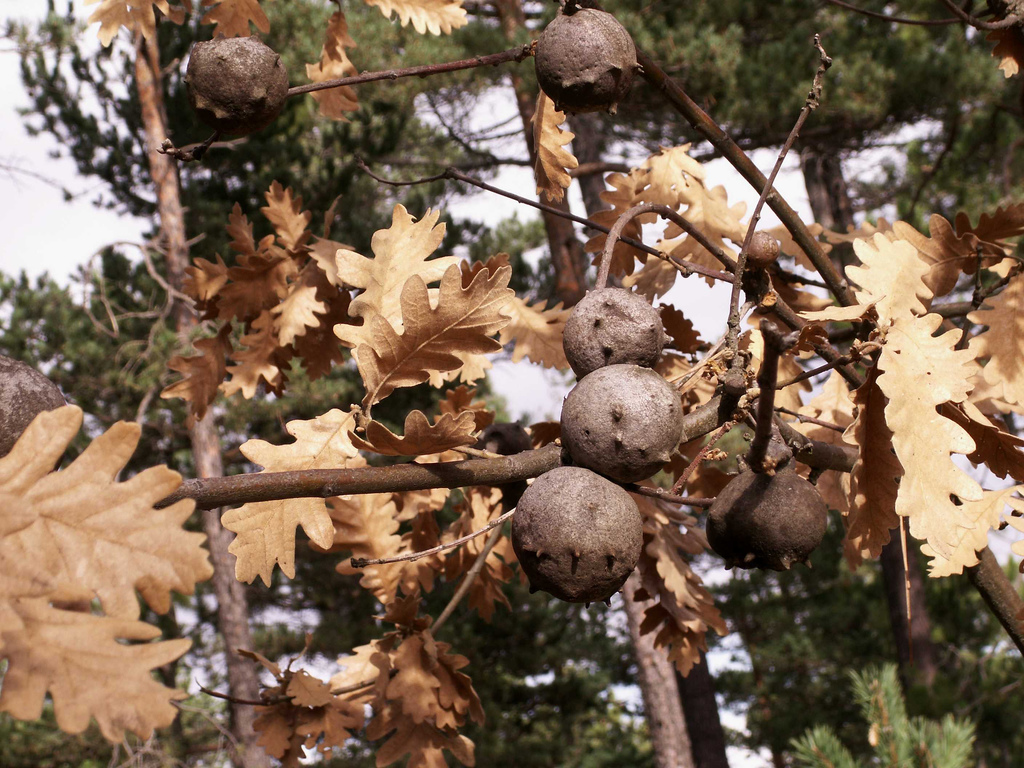
Cecidi e foglie secche

## Distribuzione e habitat

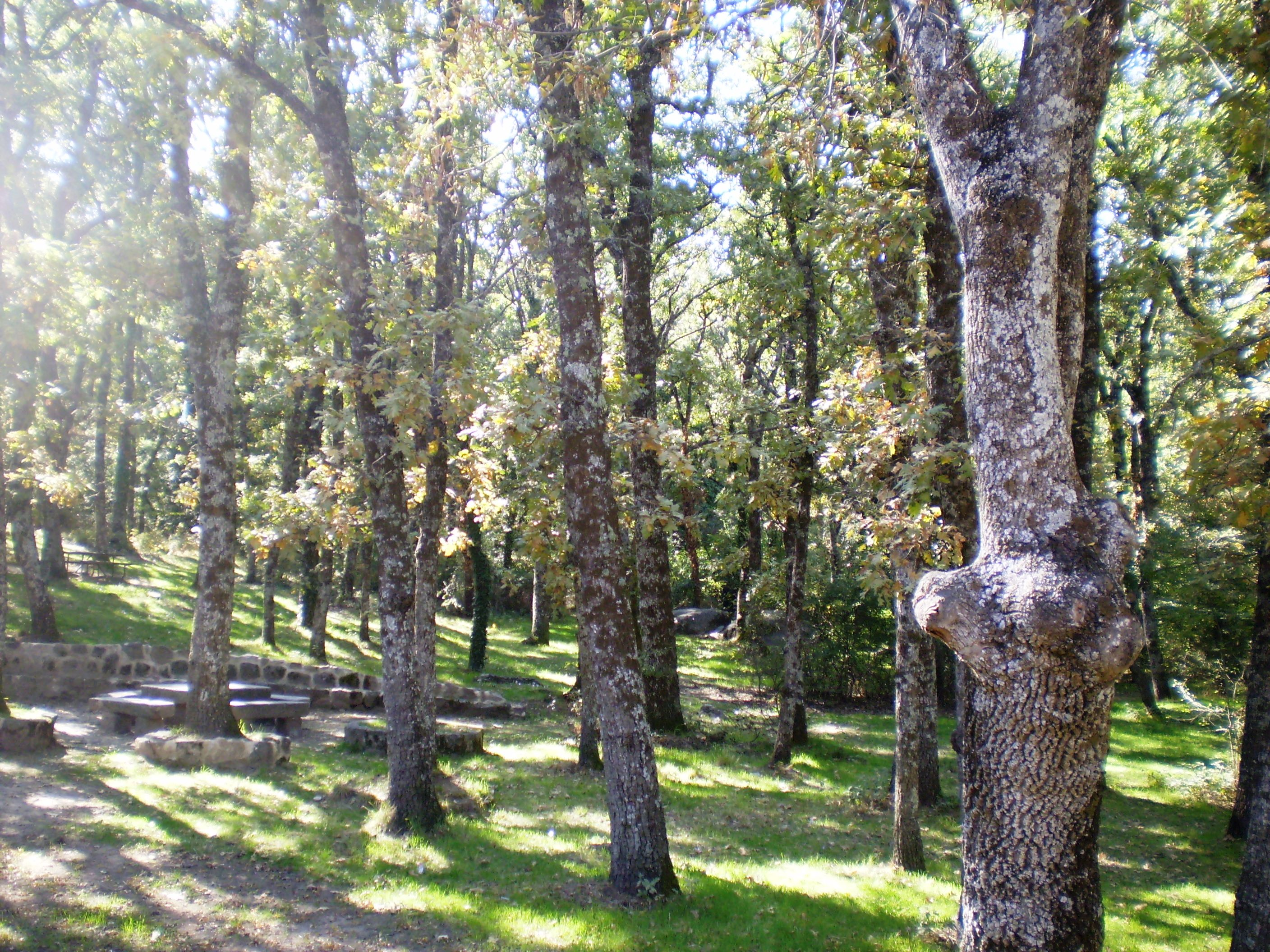
Bosco di Q. pyrenaica in estate

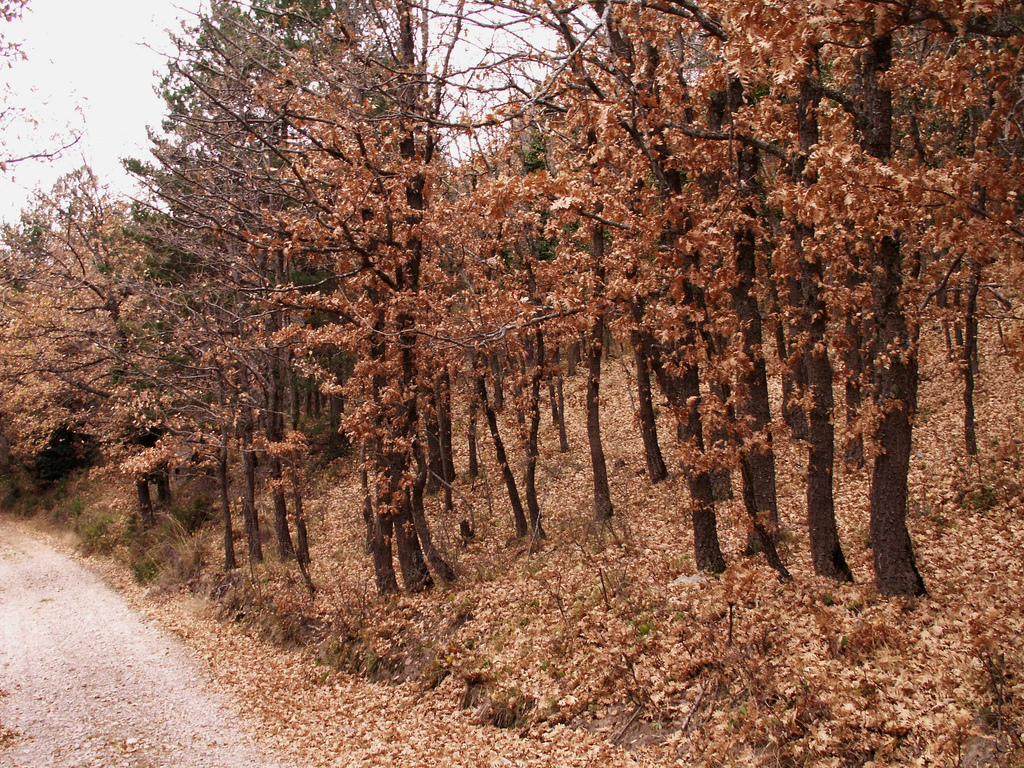
Bosco di Q. pyrenaica in autunno

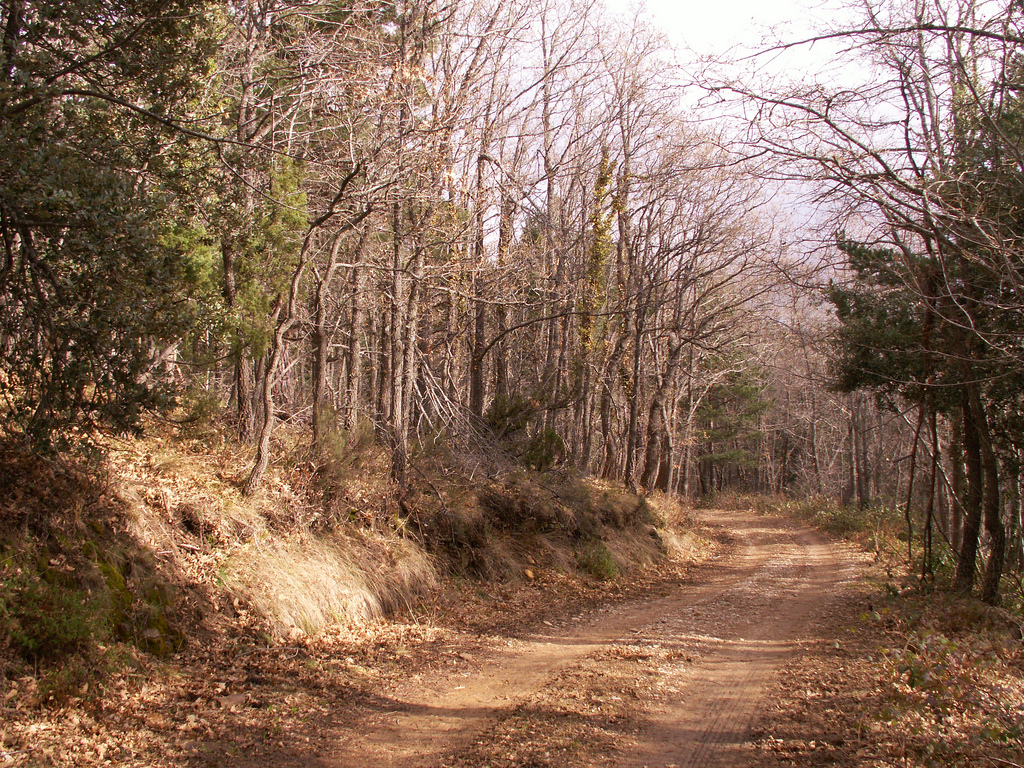
Bosco di Q. pyrenaica in inverno.

Vive intorno al Mediterraneo occidentale. Dal nord arriva fin nelle zone occidentali della Francia (dal livello del mare fino ai 500 metri), mentre verso sud esiste soltanto nel nord-ovest dell'Africa, nel nord del Marocco, raggiungendo la sua frontiera meridionale nel massiccio del Rif. In Italia la si trova allo stato spontaneo solo nella Val di Susa, in provincia di Torino.
Nella maggior parte della sua zona di distribuzione si hanno precipitazioni che vanno dai 650 ai 1.200 mm annuali. Il suo periodo vegetativo coincide con la mancanza di piogge in estate.
Specie di esposizione soleggiata o di media luce e temperamento robusto, attecchisce su terreni di varia natura (quarziti, arenarie, ardesia, micascisti, gneiss, graniti e sabbie più o meno argillose; rara in terreni calcarei decalcificati o dolomitici).
Nella penisola Iberica è più o meno frequente in tutte le regioni interne, specialmente nelle montagne del centro e il quadrante nordoccidentale, principalmente alle falde delle montagne silicee, tra i 400 e i 1600 metri di altitudine e qualcosa in più in Andalusia, (2000 metri nella Sierra Nevada).
Manca nelle Baleari e nel sud-est è molto scarso a causa dei terreni calcarei e il clima secco, sebbene si estenda fino alle provincie di Cadice, Malaga e Granada nel sud, e raggiunge la Sierra di Prades in Tarragona, verso est.
Incominciano i melojo ad altitudini dove terminano i lecci e sughereti, e sono soliti entrare in contatto con le pinete, per cui talvolta vengono distrutti onde favorire i pini mediterranei.
Bisogna mettere in risalto la presenza, sebbene possa sembrare strana, di esemplari isolati o piccole zone circoscritte vicino alla costa cantabrica e galiziana, dove il melojo viene a mescolarsi con la farnia (Quercus robur) formando boschi misti al largo della costa francese, arrivando fino in Bretagna, sebbene in aree penisolari atlantiche si mostrino molto più competitivi la farnia e la rovere (Quercus petraea).
La Quercus pyrenaica è un eccellente creatore di suoli, conosciuti come «tierras de melojar» (terre dei boschi di melojo), che nella nomenclatura edafologica si considerano campi umiferi e appartengono alla famiglia delle terre scure.

## Avversità
La quercia dei Pirenei ha sofferto più di chiunque altro rappresentante del suo genere l'epidemia di oidio, che lo decimo ai principi del XX secolo. Le continue potature favorirono la propagazione del fungo e la degenerazione e il deperimento della specie. In alcune zone si incontrano individui in cattivo stato o isolati; in altre resistono in gruppi di esemplari contorti, o vengono recuperati fra altre specie, accompagnandosi al faggio o alla rovere. Sfortunatamente, anche molti pendii, prima boscati e ora dissodati o deforestati, soffrono di un'erosione irreversibile; perciò bisogna sottolineare l'importante ruolo che gioca il melojo fissando con le sue estese radici i terreni più sciolti e pompando nutrienti e basi dal sottosuolo per rilasciarli in superficie.
La permanenza delle foglie secche sulla chioma o ritardo della caduta delle foglie, è un fenomeno che non si conosce completamente, sebbene è chiaro che sia una variante delle caducifoglie, dove la separazione delle foglie non si produce fino alla spinta delle gemme fogliari nella seguente stagione.
Con l'accorciamento autunnale del fotoperiodo, le piante riassorbono i nutrienti e l'acqua delle foglie, chiudono automaticamente i vasi conduttori e lasciano uniti i piccioli ai rami. Se il vento non lo impedisce, questa leggera legatura è sufficiente perché l'albero conservi le foglie secche fino all'arrivo della primavera. Il comportamento degli individui della stessa specie non è interamente identico. I germogli di ceppi, individui giovani, o rami inferiori dei tronchi adulti, conservano un maggior numero di foglie secche che i rami elevati, i quali frequentemente perdono la loro copertura.
In qualunque caso, la relazione fra la permanenza delle foglie secche e il temperamento intermedio del melojo, a cavallo tra il mondo mediterraneo (perennifoglio) e l'atlantico (caducifoglio), costituisce un mistero. Non è chiaro se il fatto di conservare le foglie possa garantire vantaggi, sebbene forse permetta un maggior grado di protezione per le gemme fogliari.

## Usi
Avendo un legno deformabile, di peggiore qualità rispetto alle altre specie de gruppo robur, a causa dei suoi tronchi meno grossi e più irregolari (risulta difficile trovare pezzi sufficientemente dritti e con un formato adeguato per lavori di falegnameria), viene usato soprattutto per le traversine delle rotaie ferroviarie, travi per edificazioni rurali o pali per il telefono, così come per porte e finestre. Ma per la sua facilità a rinascere dalla radice è molto adatto a fornire legna e carbone di eccellente qualità, utilizzando i suoi ramoscelli.
Come in altri alberi del suo genere, la corteccia possiede una grande quantità di tannini, per cui lo si impiega nella concia delle pelli, essendo preferita a quella della farnia (Quercus robur) e altre roveri.
Le ghiande sono utilizzate per alimentare il bestiame in autunno e inverno, sebbene siano migliori quelle di altre specie con foglie perenni, soprattutto il leccio; e in primavera vengono spuntati i germogli teneri, sia dall'albero che dalle radici, aiutando così a sgrossare il terreno e mantenerlo fertile e adatto a pascoli eccellenti.
I luoghi popolati da questo tipo di quercia sono un buon ambiente dove poter praticare il trekking, l'escursionismo e la caccia. La forza del suo sistema radicale permette la formazione e conservazione di un suolo ottimo che regola il regime idrologico.

## Nomi comuni
In castigliano: abogalla, agallarones, agallones, barda, bardal, bellota, cajiga, cajigo, carrasco, carvalho negral, carvallo, carvallo negro, cerqueiro, cerquiño, chaparro, chaporro, corcabo, corco, cuerco, curco villano, gallaras, malojo, manoplas blancas, marojo, mata de robles (cespuglio di roveri), matorra, matorro, melojo, negral, quejigo (lamento), rachizo, reboll, rebolla, rebollar, rebollera, rebolleta, rebollo, rebollo gordo, rebolo, rebotsu, roble, roble borne (rovere a punta), roble cepillo (rovere a spazzola), roble común de Castilla (rovere comune di Castiglia), robleda, robleda doble, roble dulce, roble matorrizo, roble melojo, roble montaraz, roble negral, roble negro (rovere nero), roble que lleva las nueces de agallas (rovere che porta le noci delle agallas), roble serrano (rovere serrano), roble tocio (rovere tozzo), roble tocorno (rovere mal potato), roble tozo (rovere tozzo), roble turco (rovere turco), roble villano (rovere villano), robre (=roble), sapiego, talaya, tocio (tozzo), tocío, tocorno (mal potato), tozo (tozzo), turco.
Anche conosciuta comunemente in Galizia come cerquiño, nelle Asturie tociu, nei Paesi Baschi tocorno, in Catalogna reboll, in Portogallo carvallo negro, in Francia tauzin.